# 1999年大英國協政府首腦會議
1999年大英國協政府首腦會議（英語：1999 Commonwealth Heads of Government Meeting）是第16屆大英國協政府首腦會議。於1999年11月12日至14日在南非德班舉行，由南非總統塔博·姆貝基主持。
1999年大英國協政府首腦會議是有史以來規模最大、參加人數最多的大英國協政府首腦會議。大英國協成員國中所有52個符合資格的國家都派出了代表團（巴基斯坦被暫停會員資格，吐瓦魯沒有收到邀請），其中47個國家派出了國家元首或政府首腦，另外本次會議的召開時間是最短的。

## 外部來源
- Commonwealth Secretariat webpage on CHOGM 1999